# Forfatningshistorie
 Denne artikel omhandler overvejende eller alene danske forhold. Hjælp gerne med at gøre artiklen mere almen.
Forfatningshistorie betegner den del af retshistorien, som studerer en eller flere forfatning(er), der ikke længere er gyldig(e). Dermed har forfatningshistorie flere ligheder med statsforfatningsret, som er den juridiske disciplin, der studerer gældende forfatning(er).

## Danmarks forfatningshistorie
Selv om Jyske Lov (1241) og Erik Klippings håndfæstning (1282) indeholdt regler for, hvordan Danmarks Rige skulle styres; så var Danmarks første egentlige forfatning Kongeloven (anno 1665, men offentliggjort i 1709). Enevælden og Kongeloven blev indført pga. Roskildefreden (1658).
Den 5. juni 1849 blev Kongeloven afløst af Grundloven som Danmarks forfatning. Grundloven er blevet ændret fire gange. Grundloven blev ændret i 1866 (pga. nederlaget i 1864) og 1915 (herved kvinder og tjenestefolk fik stemmeret) og 1920 (i anledning af Genforeningen); [i 1939 blev forslaget til en grundlovsændring vedtaget af både Folketinget og Landstinget, men forkastet ved folkeafstemning].

Augustoprøret, som skete d. 29. august 1943, markerer en statsretlig nødretssituation i Danmarks forfatningshistorie; for Danmarks regering trådte tilbage og Rigsdagen stoppede med at samles.

Den gældende (femte) version af Grundloven trådte i kraft i 1953 og medførte, at Landstinget blev afskaffet m.m. Det seneste bidrag til Danmarks forfatningshistorie er forarbejder til 1953-grundlovens bestemmelser.

## EU's Forfatningstraktat
EU forsøgte i 2004 - 2005 at få vedtaget en forfatning for hele unionen, den såkaldte forfatningstraktat, men processen strandede, efter at et flertal af Frankrigs og Hollands vælgere stemte nej i 2005.